# سیارک ۲۱۹۷۰
سیارک ۲۱۹۷۰ (به انگلیسی: 21970 Tyle، نامگذاری:1999XC) بیست و یک هزار و نهصد و هفتادمین سیارک کشف شده‌است که در ۱ دسامبر ۱۹۹۹ کشف شد.